# Frosolone
Frosolone est une commune italienne de 3000 habitants de la province d'Isernia dans la région Molise en Italie.

## Histoire

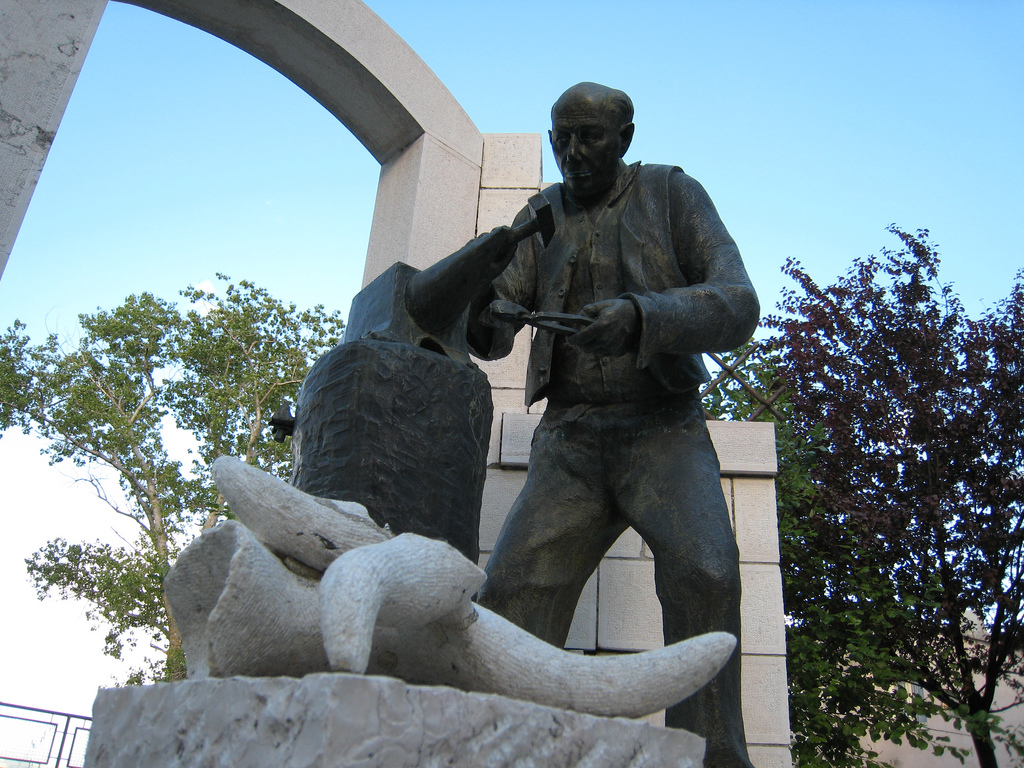
Statue à Frosolone attestant de sa tradition de ferronnerie.

La région du Molise où se trouve Frosolone était habitée par des membres des tribus Samnites et Osques, conquises par les Romains plusieurs siècles avant l'ère chrétienne. Il s'y trouve des restes de mur cyclopéens, construits par les Samnites lors des guerres contre Rome, appelés localement "Civitelle". Comme le nom l'indique, ils faisaient probablement partie de petites forteresses détruites par l'armée romaine en 293 av. J.-C.; Livius décrit la marche de deux armées romaines, conduites par Spurius Carvilius Maximus et Lucius Papirius Cursor, mais n'est pas possible affirmer une correspondance entre ces lieux. La première mention du village se trouve dans un "diploma" daté de 1064, par le comte d'Isernia.
L'église de Santa Maria Assunta est d'origine médiévale. Sa construction fut probablement achevée en 1309, où elle est pour la première fois citée dans un acte notarié. Le 5 décembre 1456, l'église fut totalement détruite par un tremblement de terre ayant pour épicentre Frosolone. Le travail de reconstruction fut achevé en 1531.
Frosolone fut victime d'un autre tremblement de terre le 26 juillet 1805, qui détruisit la plupart des constructions du village et tua 518 personnes. En 1860, Frosolone fut officiellement annexé par le royaume d'Italie. En 1864, le bureau de poste fut ouvert; En 1866, un système d'éclairage public au kérosène fut installé pour la somme alors importante 4 000 lire italienne.

## Administration
| Période                                  | Période | Identité        | Étiquette                 | Qualité     |
| ---------------------------------------- | ------- | --------------- | ------------------------- | ----------- |
| 06/09                                    | 06/13   | Sabatino Farese | Frosolone Verso il Futuro | Vétérinaire |
| Les données manquantes sont à compléter. |         |                 |                           |             |

### Communes alentour
Carpinone, Casalciprano, Civitanova del Sannio, Duronia, Macchiagodena, Molise (Italie), Sant'Elena Sannita, Sessano del Molise, Torella del Sannio

## Économie
Frosolone est connue comme "la ville des couteaux" du fait d'une tradition ancienne de coutellerie.